# Новоогарьовський процес
Новоогарьо́вський проце́с — серія зустрічей Михайла Горбачова з представниками союзних республік в президентській резиденції Ново-Огарьово (неподалік Москви) протягом 1991 року з метою створення нового союзного договору.

Союзні республіки і Новоогарьовські переговори:
не брали участі в переговорах
підписали заяву 23 квітня 1991 року, але підписувати союзний договір відмовились
вели переговори до листопада 1991 року

Новоогарьовські переговори стали спробою Горбачова владнати внутрішньополітичну ситуацію шляхом підписання нового договору з союзними республіками. Президент СРСР спробував зміцнити центральну владу шляхом певних поступок республікам, прагнучи одночасно з цим посилити центр, перетворивши Союз на конфедерацію. Розпочавшись у квітні 1991 року, переговори в Ново-Огарьово продовжувались з деякими перервами аж до листопада, коли було остаточно розвіяно всі сподівання Горбачова утримати вже незалежні держави під своїм контролем.

## Передумови
Ідея підписання нового договору між союзними республіками, на базі якого можна було б створити нову Конституцію СРСР, виникла ще в 1989 році. Поступово з'являлись проєкти створення замість СРСР конфедерації з різними назвами («співтовариство», «співдружність» тощо). У травні 1990 року розпочалась робота над концепцією та проєктами майбутньої угоди.
У грудні 1990 року на IV З'їзді народних депутатів СРСР поіменним голосуванням було прийнято рішення про збереження федеративної держави зі старою назвою. На цьому ж з'їзді Н. А. Назарбаєв висунув ідею укладання республіками союзного договору без участі центру, що свідчило про рішення рухатись в напрямку до конфедерації.
Перший проєкт Договору про Союз суверенних республік був опублікований в газеті «Правда» 9 березня 1991 року, однак його обговорення відбувалось повільно.
Наприкінці 1990 — на початку 1991 року центральна влада в СРСР, попри спроби М. С. Горбачова зміцнити її, значно послабла. У ситуації, що склалась, Горбачов вирішив апелювати до населення. Так, 17 березня 1991 року, в апогей кризи, був проведений референдум, в якому взяли участь 10 республік. На ньому 76,4 % учасників висловились за збереження Союзу, реформованого на демократичній основі. Влада Латвії, Литви, Естонії, Грузії, Молдавії та Вірменії відмовилась від проведення референдуму і в цих республіках він проходив з ініціативи окремих місцевих Рад та трудових колективів.

## Хід переговорів

### Початок переговорів
Користуючись результатами референдуму, після кількох невдалих спроб Горбачов 23 квітня розпочав процес розробки нового союзного договору. У спільній заяві учасників наради зазначалось:
| «Учасники зустрічі вважають, що неодмінною умовою стабілізації ситуації в країні є прийняття рішучих заходів по відновленню скрізь конституційного порядку, неухильного дотримання діючих законів надалі до прийняття нового союзного договору та Конституції Союзу. Першорядним завданням для подолання кризи є укладання нового договору суверенних держав з урахуванням наслідків проведеного всесоюзного референдуму… Протягом всього перехідного періоду повинна забезпечуватись нормальна діяльність органів влади Союзу та республік, Рад народних депутатів всіх ступенів… Враховуючи виключно гостру кризову ситуацію в країні, керівники Союзу та республік вважають неприпустимими спроби досягати політичних цілей шляхом підбурювання до громадянської непокори, страйків, заклики до повалення існуючих законно обраних органів державної влади. Учасники зустрічі усвідомлюють, що всі ці заходи зі стабілізації ситуації та подолання кризи неможливі без кардинального підвищення ролі союзних республік».[5] |
Робота над створенням та редагуванням документу відбувалась в підмосковній урядовій резиденції Ново-Огарьово. В ній брали участь юристи, працівники партійного апарату ЦК КПРС; сюди запрошувались і керівники союзних та автономних республік, часто приїздив і сам Горбачов. 19 травня в Ново-Огарьово з Горбачовим зустрічались Є. М. Примаков, О. М. Яковлєв, А. С. Черняєв, Г. Х. Шахназаров, В. І. Болдін, М. Я. Петраков та інші, які обговорювали концепцію договору до XXVIII з'їзду КПРС. Варіанти угоди неодноразово змінювались; першопочатково планувалось підписати договір остаточно вже у вересні-жовтні цього ж року.
Для багатьох політиків рішення Горбачова почати переговори стало несподіванкою. Б. М. Єльцин писав про це так:
| «Нарада в Ново-Огарьово була для мене сюрпризом. Те, що сказав на зустрічі Горбачов, перевершило всі мої сподівання».[7] |
Перероблений проєкт союзного договору був підписаний Горбачовим 17 червня і вже наступного дня розісланий Верховним Радам дев'яти союзних республік, адже держави Балтії, Грузія, Вірменія та Молдова участі в Новогарьовському процесі, як і у попередньому референдумі не брали. Згідно з документом, визнавались суверенітет та незалежність кожної окремої республіки, які повинні були делегувати центральному уряду низку повноважень у сфері оборони, зовнішньої політики та координації в економічній сфері. Такий самий проєкт отримали депутати Верховної Ради СРСР. Не всі з них були згодні з текстом, що викликало чимало зауважень і нарікань на адресу Горбачова та голови Верховної Ради СРСР А. І. Лук'янова. Передбачалось, що запропонований проєкт буде обговорюватись в процесі його ратифікації та під час розробки нової Конституції СРСР, однак терміни та процедура підписання союзного договору залишались невизначеними.

### Остаточний варіант союзного договору

Карикатура на новий союзний договір

23 липня 1991 року в Ново-Огарьово відбулась чергова велика нарада по тексту п'ятого варіанту союзного договору. В преамбулі до нього зазначалось:
| «Держави, що підписали цей Договір, виходячи з проголошених ними декларацій про державний суверенітет і визнаючи право націй на самовизначення; враховуючи близькість історичних доль своїх народів і виконуючи їхню волю до збереження та оновлення Союзу, висловлену на референдумі 17 березня 1991 року; прагнучи жити в дружбі і злагоді, забезпечуючи рівноправне співробітництво; бажаючи створити умови для всебічного розвитку кожної особистості і надійні гарантії її прав і свобод; піклуючись про матеріальний добробут і духовний розвиток народів, взаємозбагачення національних культур, забезпечення загальної безпеки; засвоївши уроки з минулого і беручи до уваги зміни в житті країни і в усьому світі, вирішили на нових засадах побудувати свої відносини в Союзі...»[8] |
На нараді були присутні керівники СРСР, РРФСР та більшість очільників союзних і автономних республік. За пропозицією Горбачова, автономні республіки також мали стати співзасновниками нової Союзної держави. Цю думку активно підтримав Єльцин, виступаючи за розширення прав автономій. Обговорення документу тривало 12 годин і пізно ввечері цього ж дня майже всі спірні питання були узгоджені.
24 липня Горбачов урочисто оголосив про те, що робота над союзним договором завершена і документ відкритий для підписання (хоча насправді він був поширений ІТАР-ТАРС лише 14 серпня). У порівнянні з попереднім варіантом договору, опублікованим наприкінці червня, цей проєкт був більш поблажливим стосовно республік, що свідчило про відстоювання ними своїх вимог в ході переговорів. Так, російська мова, залишившись «мовою міжнаціонального спілкування», переставала бути державною; очільники республіканського уряду могли брати участь у роботі союзного кабінету міністрів з правом вирішального голосу, а підприємства військово-промислового комплексу переходили під спільне управління Союзу та республік.
Остаточний текст майбутнього договору містив чимало неузгоджень. Невирішеним залишався один з найважливіших його пунктів — питання про союзні податки та збори. Проблеми викликав той факт, що формування бюджету Союзної держави визначалось в першу чергу рішеннями республік, що мали ввійти до неї, а це не сприяло формуванню загальносоюзної системи оподаткування. За пропозицією Єльцина, союзний бюджет мав формуватись за рахунок узгоджених з республіками фіксованих відрахувань з республіканських бюджетів, однак не уточнювалося, хто буде стягувати цей податок — союзні чи республіканські органи. В той же час, текст містив багато нечітких формулювань багатьох принципових положень, здатних викликати можливі двозначності та конфлікти. Не вирішувалось питання про самостійну зовнішню політику «суверенних держав», як-то можливість їх вступу до ООН чи відкриття власних посольств. Без вирішення залишалося й питання про статус тих шести республік, які не мали наміру підписувати союзний договір (тим часом, мусульманські республіки Середньої Азії, не ставлячи радянський центр до відома щодо своїх намірів, уклали між собою двосторонні угоди). Крім того, не було зрозуміло, чи переходили у повну власність республік природні ресурси, найбільш цінні й прибуткові з яких знаходилися на території РРФСР.
Новий проєкт союзного договору багато в чому був позбавлений абсолютної логіки. Так, прийнята в Ново-Огарьово процедура поетапного підписання договору призводила до безпрецедентної в світовій практиці ситуації, коли протягом тривалого часу на одній території мали співіснувати два державних утворення: Союз Радянських Соціалістичних Республік та Союз Радянських Суверенних Республік, з різним законодавством та навіть різними кордонами.

### Таємні переговори 29 липня 1991 року

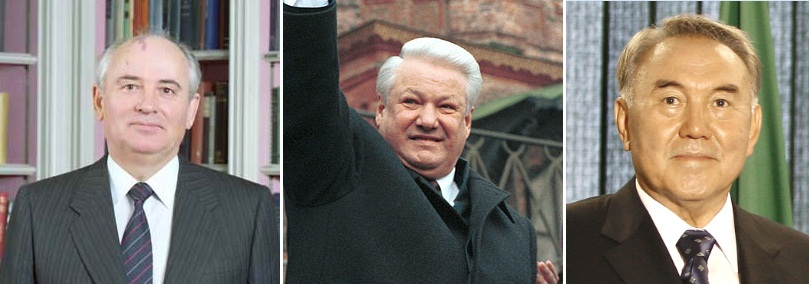
Основні учасники Новоогарьовських переговорів. Зліва направо: Михайло Горбачов, Борис Єльцин, Нурсултан Назарбаєв

Наприкінці липня 1991 року до Москви для підписання Договору про скорочення і обмеження стратегічних наступальних озброєнь мав прибути президент США Джордж Буш. Перемовини з цього питання тривали вже кілька років і обидві держави надавали новій зустрічі велике значення. Більша частина робочих переговорів між президентами та делегаціями СРСР і США повинна була відбутись в Ново-Огарьово 30 та 31 липня; спеціально для цього тут була створена необхідна інфраструктура. Проте вже 29 липня в другій половині дня до Ново-Огарьово прибув Горбачов і запросив сюди Єльцина та Назарбаєва для неофіційної зустрічі (по суті, таємної, адже в пресі та на телебаченні про це не повідомлялось нічого). Він прагнув довести до кінця обговорення питання про податки та збори в тексті союзного договору, а також визначити новий термін його підписання, оскільки на той час ці проблеми хвилювали Горбачова більше, ніж проблеми СНО. На нараді було вирішено не зволікати і офіційно підписати договір вже 20 серпня. Крім того, президентом Союзу Суверенних Держав пропонувалось залишити Горбачова, а головою союзного уряду мав стати Назарбаєв. Як виявилось пізніше, розмову політиків підслуховував начальник охорони Ю. Плеханов, що передав плівки керівнику апарату Президента СРСР.
2 серпня 1991 року Горбачов виступив по телебаченню зі зверненням до населення країни. Він оголосив, що союзний договір «відкритий для підписання» і першими його підпишуть делегації Росії, Казахстану та Узбекистану; інші ж республіки можуть визначитись з рішеннями пізніше. Горбачов запевняв, що Радянський Союз буде збережений як «світова держава», а з «війною законів» всередині країни буде покінчено. Проєкт союзного договору в останній його редакції не публікувався до 15 серпня.

### Новоогарьовський процес і ДКНС
Поширеною є думка, що саме перенесення дати підписання договору на один-два місяці раніше стало причиною путчу, організованого ДКНС 19 серпня в Москві, поки Горбачов перебував у Криму. Крім того, Геннадій Янаєв, Дмитро Язов, Валентин Павлов, Володимир Крючков, Борис Пуго та інші організатори путчу навіть не приховували, що незадоволені суттєвим розширенням суверенітету республік.
У разі успіху історичне значення нового союзного договору прирівнювалось його авторами до значення Декларації незалежності для історії США. Такі сподівання були зруйновані спробою серпневого перевороту, однак ідея нового договору ще продовжувала жити. Згодом був розроблений черговий проєкт угоди, тепер вже з меншою кількістю учасників.
Після путчу ситуація змінилась, в першу чергу через те, що чимало республік вже прийняли декларації про незалежність. Тепер об'єднати незалежні держави в федеративну структуру було надто складно. Так, одразу після путчу Латвія, Литва та Естонія оголосили про свій вихід зі складу СРСР, і вже 24 серпня Єльцин підписав указ про визнання незалежності цих держав. З цього часу поступово наростала криза самої ідеї нового союзного договору.

### Відновлення переговорів

Українські діячі, пов'язані з Новоогарьовським процесом. Зліва направо: Леонід Кравчук, Вітольд Фокін, Борис Олійник

Новоогарьовський процес, який був відновлений восени 1991 року, відрізнявся від попереднього етапу зміною деяких політичних орієнтирів. Якщо колись Горбачов відкрито прагнув утримати в Союзі якомога більше республік (передусім, Україну), що спричинило недоліки попередніх проєктів договору, то тепер на порядку денному був вже сам факт укладення угоди. При цьому кількість республік, які пішли б на підписання договору, вже не була визначальною. Такий підхід був реалістичнішим, оскільки він дозволяв стабілізувати становище хоча б локально.
14 листопада відбулось чергове засідання Державної Ради в Ново-Огарьово, на якому були присутні представники семи республік. Дискусія розгорнулась навколо центрального питання щодо форми нового державного утворення. Це могла бути або одна союзна держава (на зразок СРСР), або союз окремих держав. Через чотири години переговорів було досягнуто домовленості про створення єдиної «конфедеративно-демократичної держави».
У цей час несподівано змінилась позиція Єльцина. До останнього він висловлював підтримку союзному договору, а вже 18 листопада заявив, що незадоволений переговорами в Ново-Огарьово, оскільки «довелось піти на більші компроміси, ніж потрібно було б». 25 листопада на зібранні Державної Ради Єльцин відмовився підписати вже узгоджений і підготовлений до розсилки в республіки союзний договір. Через два дні текст договору був опублікований в друкованих ЗМІ. Горбачов до останнього запевняв громадськість, що угоду таки буде підписано, однак це було безрезультатним.

## Новоогарьовський процес і Україна
Ще з 1990 року, коли розпочалося обговорення перших проєктів угоди, в Україні відбувались масові страйки та мітинги. В умовах загострення ситуації одною з вимог протестуючих стала саме відмова від підписання нового союзного договору. Українську сторону на першому етапі переговорів представляв прем'єр-міністр УРСР Вітольд Фокін, який 23 квітня 1991 року підписав попередню заяву.
|  |  |  |

Вже напередодні офіційного представлення документу Україна дала зрозуміти, що за будь-якого розв'язання спірних питань, які залишилися, вона не підпише договір до прийняття власної конституції. 26 липня 1991 року до кабінету Горбачова для поради стосовно процедури підписання договору було запрошено відомого українського поета та громадського діяча Бориса Олійника. Президент виніс на розгляд Олійнику три варіанти договору з яких, однак, сам обрав найбільш оптимальний, що зробило цю зустріч суто формальною.
Українська РСР відіграла важливу роль у завершенні Новоогарьовського процесу, адже восени 1991 року її представники відмовились підписувати союзний договір. Держава мала на це підстави, оскільки 24 серпня Верховна Рада УРСР вже затвердила Акт проголошення незалежності України, який давав можливість надалі вирішувати свою політику самостійно. Ідея союзного договору повністю втратила своє значення після проведення 1 грудня всеукраїнського референдуму, коли 90 % громадян висловились за вихід зі складу Радянського Союзу. Окрім того, поширеною є думка, що президент України Л. М. Кравчук свідомо не пішов на підписання договору, адже українські комуністи побоювались посилення позицій Єльцина.

## Результати переговорів

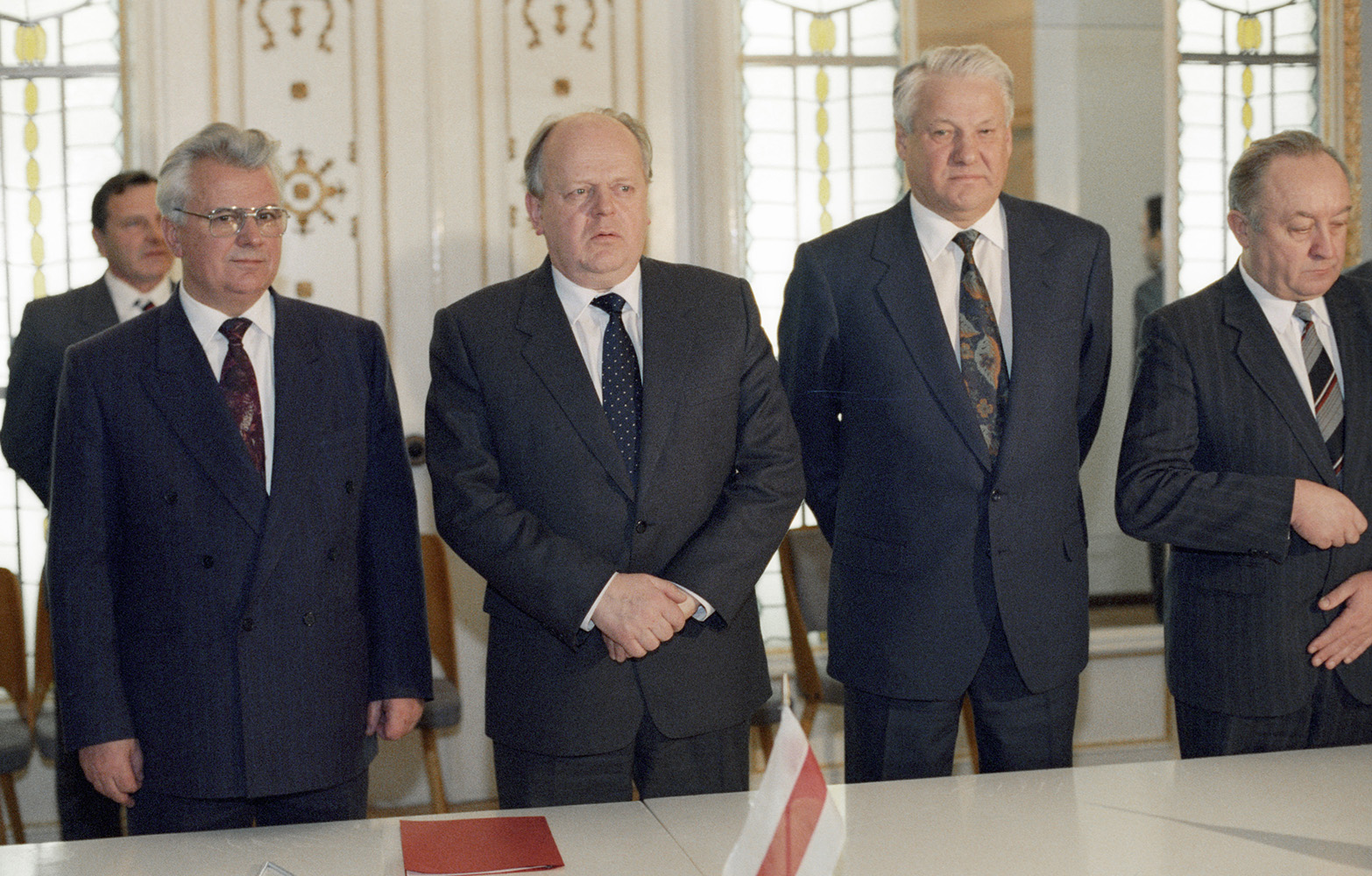
Л. Кравчук, С. Шушкевич та Б. Єльцин після підписання Біловезької угоди

Руйнація ідеї нового Союзу була закономірним явищем, оскільки республіки перебували вже на тому етапі розвитку, коли процес відокремлення і подальший самостійний розвиток був невідворотним. 8 грудня 1991 року представники РРФСР, УРСР та БРСР в Біловезькій Пущі заявили про денонсацію союзного договору 1922 року і створення Співдружності Незалежних Держав (СНД). Ця подія відбулась в таємниці від Горбачова та населення і увійшла в історію як «Біловезькі угоди». З боку Росії її підписав Єльцин, з боку України — Кравчук, а з боку Білорусі — голова Верховної Ради С. С. Шушкевич.
Пояснюючи причини рішень, прийнятих в Біловезькій Пущі, Єльцин писав:
| «Біловезька угода, як мені тоді здавалось, була потрібна передусім для того, щоб різко посилити доцентрові тенденції в Союзі, що розвалювався, стимулювати договірний процес… СНД була єдиною на той момент можливістю зберегти єдиний геополітичний простір».[7] |
21 грудня одинадцять республік підтримали рішення про створення СНД та розпуск СРСР, підписавши Алматинську угоду. 25 грудня 1991 року Горбачов склав свої повноваження президента, а вже наступного дня Верховна Рада СРСР офіційно визнала припинення існування Радянського Союзу та самоліквідувалась.